# Фернандо II (король Леону)
Фернандо II (ісп. Fernando II, бл. 1137 —22 січня 1188) — король Леону та Галісії у 1157—1188 роках. Представник кастильської Бургундської династії. Правління провів у війнах з християнськими і мусульманськими сусідами.

## Біографія

### Молоді роки
Походив з Бургундської династії. Син Альфонсо VII, імператора усієї Іспанії, та Беренгарії Барселонської. Під орудою графа Фернандо Переса де Траба здобув класичну освіту інфанта, основу якої становили військова справа та полювання. У 1151 році батько оголосив про майбутній спадок Фернандо — Леон і Галісія. У 1155 році це рішення було підтверджено на кортесах у Вальядоліді.
Після смерті батька у 1157 році за заповітом отримав королівства Леон і Галісію. З самого початку стикнувся із заколотами галісійської знаті на чолі з Понсе де Мінерва, Раміро Фруелес, родиною де Траба. Цим вирішив скористатися його брат Санчо III, король Кастилії, який рушив проти Фернандо II. Останньому вдалося зібрати війська й виступити проти супротивника. Зрештою у Саагуні вдалося примирити братів.

### Війни з християнськими сусідами
Після смерті брата Санчо III 1158 року, Фернандо II вирішив захопити братову спадщину. Разом з тим знать підтримала небожа Фернандо II — Альфонсо VIII. Фернандо II зміг зайняти лише частину Кастилії після перемоги у 1160 році його військовика Фернандо Родрігеса де Кастро над родом де Лара (регентів Альфонсо VIII) у битві при Лобрегаль. У 1162 році захоплено так звану Нову Кастилію разом із Толедо. Того ж року укладено союз з Альфонсо II, королем Арагону (відомий як угода Агреда). У 1164 році вдалося заладнати конфлікт з кастильцями договором у м. Сорія, при цьому укладено союз проти мусульманських володарів. Того ж року завдав поразку Афонсу I, королю Португалії, який роком раніше захопив область Саламанки. У 1165 році одружився з його донькою. У 1166 році повернув Толедо своєму небожу Альфонсо VIII.
У боротьбі з засиллям грандів намагався спиратися на міста та духівництво. Для цього у 1164 році надав форал (привілей) містам Падрон і Рібадавія, 1168 році — Нойя, 1169 році — Кастро Кальделас, Понтеведра, 1170 році — Туї, 1177 році — Луго. Фернандо II надавав землі й привілеї впливовим монастирям. За його правління ще більшого піднесення набув собор Сантьяго-де-Компостела, ставши загальнопіренейським центром прощі.
У 1168 році Афонсу I вдерся до Галісії, водночас його військовик Жерарду Безстрашний взяв в облогу Бадахос. Фернандо II на прохання Абу Якуб Юсуф Альмогада рушив проти португальців, яких було переможено біля Бадахоса. Водночас військовики Фернандо II вигнали супротивників з Галісії. При цьому Афонсу I та Жерарду потрапили в полон до Фернандо II. 1169 року Португалія підписала з Леоном Понтеведрський мир, за яким португальці відмовлялися від земель у Галісії та Естремадурі (Касерес, Бадахос, Трухільйо, Санта-Крус, Туй і Монтачес). Король Леону змусив короля Португалії визнати свою зверхність. Водночас Фернандо II передав Бадахос своїм мусульманським союзникам.
У 1170 році король створив військово-релігійний орден Сантьяго-де-Компостела з завданням захисту міста Касерес. У 1173 році завдав поразки мусульманським військам у битві при Сьюдад-Родріго, неподалік Саламанки. У 1175 році папа римський Олександр III анулював шлюб короля з його дружиною. Того ж року Фернандо II оженився на представниці впливового галсійського роду де Траба. У 1178 році раптово зайняв міста Кастохеріс та Дуеньяс, володіння першого чоловіка його другої дружини. Втім, лише у 1180 році Тордесільяською угодою Альфонсо VIII, король Кастилії, визнав ці завоювання свого стрийка. Того ж року під час пологів померла дружина Фернандо II.

### Останні роки
У 1184 році рушив разом з Афонсу I, королем Португалії, на допомогу Санчо, син останнього, якого взяв в облогу Абу Якуб Юсуф з династії Альмогадів, привівши значне військо. У 1185 році одружився з представницею впливового біскайського роду Аро.
Наприкінці життя двір короля поринув в інтриги його дружини, яка намагалася позбавити королівського спадку старшого сина Фернандо II — Альфонсо на користь свого сина Санча. Втім, зрештою король залишив своїм спадкоємцем Альфонсо. Король Леону і Галісії помер у 1188 році в Бенавенте, повертаючись з прощі до Сантьяго-де-Компостела. Його було поховано в соборі Компостела.

## Родина
1 Дружина — Уррака Португальська (1148—1211), донька Афонсу I, короля Португалії
Діти:
- Альфонсо (1166—1230), король Леону

2 Дружина — Тереза, донька Фернандо Переса де Траба
Діти:
- Фернандо (1178—1187)
- дитина (1180) — стать невідома, померла разом з матір'ю

3 Дружина — Уррака, донька Лопе Діаса I, сеньйор Біскайї, Нахеру і Аро
Діти:
- Гарсія (1182—1184)
- Альфонсо (1184)
- Санчо (1186—1220) — сеньйор Фінес